# De eneste to (album)
 For alternative betydninger, se De eneste to. (Se også artikler, som begynder med De eneste to)
De eneste to er debutalbummet fra den danske duo De eneste to, der består af Peter Sommer og Simon Kvamm. Det blev udgivet den 11. oktober 2010. Forud for udgivelsen udkom førstesinglen, "Morten" den 16. august 2010. Om albummet fortæller Simon Kvamm, "Vi var meget interesserede i, at udforske et nyt sted der ikke var Nephew eller Peter Sommer. Så det har taget lang tid at forske, og tre år tror jeg faktisk vi har gået med de her ideer." Den 22. oktober 2010 debuterede albummet som nummer ét på den danske album-hitliste. I slutningen af januar 2011 blev albummet certificeret platin.

## Modtagelse
De eneste to har modtaget overvejende positive anmeldelser fra de danske musikkritikere. Thomas Søie Hansen skrev for Berlingske Tidende at, "»De Eneste To« har begået det album, der kommer til at ligge under flest juletræer i år. Så mange oplagte hits er der, så megen herlig tekst og så mange gode melodier." Musikmagasinet Gaffa gav albummet fem ud af seks stjerner og skrev, "det virker grangiveligt som om, at samarbejdet mellem de midtjyske knudemænd har givet dem modet til løsne helt op i det normalt ret stramtandede univers. Selvfølgelig kan de to herrer ikke lade være med at bøje, brække og vende vante vendinger til et moderne lyrisk udtryk, der afspejler og indkapsler vores evigt afsøgende tidsånd, men de har på den anden side aldrig været så klare i spyttet som i de fremragende Jeg Har Ikke Lyst Til At Dø, Morten, Det Var Det Der Slog Dig Da Du Faldt, Alle Har En Fortid, og sådan kunne vi blive ved." I sin anmeldelse for Politiken, kalder Erik Jensen albummet for "et af de klareste og mest gennemtænkte koncepter længe hørt i dansk musik", og konkluderer: "Klarheden klæder Simon Kvamm og Peter Sommer, der nådesløst ’Tester’ sig selv og os andre på et prunkløst album med præcise og ind i mellem stærkt underholdende nedslag i vores samtid. I et musikalsk sprog, der forfriskende binder fortidens visetradition sammen med moderne sangskrivning."
Jyllands-Postens anmelder Anders Houmøller Thomsen mente at, "der også overvejende [er] tale om et velfungerende match, hvor Simon Kvamm og Peter Sommer lader tungsind og mørk melankoli få overtag i en række sange, der vil meget mere end blot at underholde på P3. Det sidste burde dog heller ikke være uden for rækkevidde." Han følte dog at albummet skæmmes af sangene "Tester", "De gode gamle dumme unge" og særligt "Hell Yeah", "der lidt for kalkuleret og folkeligt kaster sig om halsen på det fladtrådte ”Vi har det åhh-åhh”-refræn." Thomas Meesenburg fra Soundvenue gav albummet fire ud af seks stjerner og skrev, "Teksterne er ikke blevet dårligere af at være skabt i tosomhed. [...] Skiftevis overraskes man og nikker genkendende i takt. Og det til en musikalsk mikstur der er lige dele akustisk guitar, synthesizer og elektrificerede trommer tilsat uendelige mængder delay-effekt."
Thomas Treo fra Ekstra Bladet gav De eneste to tre ud af seks stjerner, og skrev: "Jydernes karakteristiske poetiske kolbøtter om provinstumper er glimtvis ganske veloplagte, men man savner dybde i linjer, der hellere vil lyde smarte end give mening.", og beskrev albummet som et kompromis mellem "Nephews mekanisk dunkende matematik-rock og Sommers relativt traditionelle troubadour-stil [...] der gennemgående virker noget anstrengt, lettere gumpetungt og uspændende produceret." B.T.'s anmelder Henning Høeg beskrev albummet som "en uinteressant blanding af Sebastian og Depeche Mode.", og mente at "de eneste to lidt for [ofte virker] overbevist om deres egen fælles fortræffelighed. Og det resulterer i noget, der til forveksling ligner dovenskab."

## Trackliste
Alle sange skrevet og komponeret af Peter Sommer og Simon Kvamm. 
| #   | Titel                                  | Længde |
| --- | -------------------------------------- | ------ |
| 1.  | "Østjylland Dreaming"                  | 4:22   |
| 2.  | "Hvem springer du for"                 | 3:36   |
| 3.  | "Aftenbøn"                             | 3:42   |
| 4.  | "Jeg har ikke lyst til at dø"          | 4:37   |
| 5.  | "Den lige vej"                         | 3:53   |
| 6.  | "De gode gamle dumme unge"             | 5:17   |
| 7.  | "Morten"                               | 4:09   |
| 8.  | "Tester"                               | 4:43   |
| 9.  | "Det var det der slog dig da du faldt" | 3:37   |
| 10. | "Alle har en fortid"                   | 5:20   |
| 11. | "Hell Yeah"                            | 4:20   |

| 12. | "Vi er de eneste to" | 3:53 |